# Ventrifossa misakia
Ventrifossa misakia es una especie de pez de la familia Macrouridae en el orden de los Gadiformes.

## Morfología
• Los machos pueden llegar alcanzar los 40 cm de longitud total.

## Alimentación
Come principalmente cochinillas de la humedad,  gambas y isópodos.

## Hábitat
Es un pez de aguas profundas que vive hasta 400 m de profundidad.

## Distribución geográfica
Se encuentra en el Japón.